# Willard Wheatley
Willard Wheatley (* 16. Juli 1915; † 22. Januar 1997) war Chief Minister der Britischen Jungferninseln.

## Leben
Wheatley, Vorsitzender der United Party (UP), wurde im Juni 1971 als Nachfolger von Lavity Stoutt Chief Minister der Britischen Jungferninseln und bekleidete dieses Amt über acht Jahre bis November 1979. Nachfolger wurde daraufhin Lavity Stoutt.